# George Radda
George Charles Radda (en hongrois : Radda György Károly), né le 9 juin 1936 et mort le 13 septembre 2024, est un chimiste hongro-britannique.

## Biographie
En 1957, George Radda fréquente le Merton College d'Oxford pour étudier la chimie, après avoir mis de côté un intérêt antérieur pour la critique littéraire . Ses premiers travaux portent sur le développement et l'utilisation de sondes fluorescentes pour l'étude de la structure et de la fonction des membranes et des enzymes. Il s'intéresse à l'utilisation de méthodes spectroscopiques, notamment la Résonance magnétique nucléaire (RMN), pour étudier du matériel biologique complexe . En 1974, son article de recherche est le premier à introduire l'utilisation de la RMN pour étudier les métabolites tissulaires. En 1981, lui et ses collègues publient le premier rapport scientifique sur l'application clinique de ses travaux. Cela aboutit à l'installation d'un aimant suffisamment grand pour accueillir l'ensemble du corps humain pour les investigations RMN en 1983 à l'hôpital John Radcliffe d'Oxford ,.
En 1982, Radda publie un article sur la relation entre l'hémoglobine désoxygénée et le signal RMN .
De 1996 jusqu'à sa retraite en 2004, Sir George est directeur général du Conseil de la recherche médicale au Royaume-Uni. Il est ensuite chef des départements fusionnés de physiologie et d'anatomie humaine et de génétique à l'Université d'Oxford et président du Singapore Bioimaging Consortium, un institut de recherche d'ASTAR à Singapour.
Il reçoit de nombreux prix et distinctions prestigieux pour ses efforts de pionnier dans l'utilisation de techniques spectroscopiques pour les études métaboliques, dont une médaille Buchanan en 1987, un CBE en juin 1993 et un titre de chevalier en juin 2000. Il est membre du Merton College d'Oxford , membre de la Royal Society  et professeur de cardiologie moléculaire à la British Heart Foundation . Il est membre honoraire de l'American Heart Association  et en reçoit la Citation for International Achievement .
En 2015, il reçoit un prix en tant que citoyen honoraire de Singapour .